# Jozef Ghyssels
Jozef Ghyssels (Buizingen, 28 april 1924 - 9 maart 1988) was een Belgisch volksvertegenwoordiger.

## Levensloop
Ghyssels, afkomstig uit Lembeek, werd in januari 1973 voor de BSP lid van de Kamer van volksvertegenwoordigers voor het arrondissement Brussel in opvolging van Henri Simonet. Hij verdween al uit het parlement een jaar later.
In de periode maart 1973-maart 1974 had hij als gevolg van het toen bestaande dubbelmandaat ook zitting in de Cultuurraad voor de Nederlandse Cultuurgemeenschap, die op 7 december 1971 werd geïnstalleerd en de verre voorloper is van het Vlaams Parlement.